# Снеговики
«Снеговики» — первый лэнд-артовский проект Николая Полисского, осуществлённый зимой 2000 года возле деревни Никола-Ленивец на территории нынешнего Парка «Никола-Ленивец» совместно с Константином Батынковым, Сергеем Лобановым и Никола-Ленивецкими промыслами.
Сын Николая Полисского, Иван Полисский, так рассказывал в 2011 году о возникновении идеи «Снеговиков»:
Когда отец ехал в Нижний Новгород на творческий слёт арт-мира, он увидел заснеженные поля и вдруг понял, сколько вокруг бесплатного материала, который никто не использует. Вернувшись, он организовал производство снеговиков по 10 рублей за штуку. Идея, которую он подарил местным жителям, очень гармонично легла на их культурные традиции. Дело в том, что жители Никола-Ленивца уже давно делают снеговиков, и у них получается настолько красиво и естественно, что дипломированные скульпторы им в подмётки не годятся.

Сам Полисский говорил о «Снеговиках»:
Вот такие всем знакомые одинокие снеговики во дворе каждого дома. Мы придумали, что они вдруг превратились в некий народ. Все как-то откликнулись, и я почувствовал эту народную энергию. Когда я потом это показал на «Арт-Москве» в 2000 году, это было шоковое состояние в среде экспертов. Вроде так просто, в то же время, это было удивительно.

Проект также прошёл в Москве на Арбате в 2005 и 2006 году в рамках «сНЕЖНОго шоу» Славы Полунина и назывался «ВАлЯТЬ сНЕЖНОГО ДУРАКА».
В 2010 году проект состоялся на Университете.
В конце 2011 года проект прошёл под названием «Сотворение мира» перед главным входом в Парк Горького в Москве.
В 2012 году в Перми на площади перед гостиницей «Урал» Николай Полисский осуществил самый массовый вариант проекта под названием «Парад снеговиков», слепив силами 17 пермских студентов около 600 снеговиков. Технология изготовления снеговиков была предложена сами студентами: снег утрамбовылся в короба, затем от снежных кубов для превращения их в шары отсекалось всё лишнее. В отличие от прежних вариантов, белые чушки пермских снеговиков доводили до готового состояния не Полисский с помощниками, а сами горожане. Часть снеговиков была полностью одета.
О пермском проекте Николай Полисский сказал:
Этот проект очень хорошо ложится на стрит-арт искусство в Перми, дарит людям положительные эмоции, зовёт горожан принять участие в процессе. Получается главное —– совместное творчество. Художник инициирует процесс, музей современного искусства организует, люди творят. У них появляется уважение к творчеству, интерес к нему. Все положительные функции искусства здесь присутствуют.